# Lepidoplaga
Lepidoplaga é um gênero de mariposa pertencente à família Crambidae.